# 酒井一
酒井 一（さかい はじめ　1969年 - ）画家。
神奈川県生まれ。1995年東京芸術大学美術学部デザイン科卒業。師は中島千波。
混合技法（岩絵具、アクリル絵具、油絵具など）で、四季の花々や猫や鳥など身近な題材を描く。近年ではのどかな風景作品が多い。
1993年平山郁夫奨学金賞受賞。1996年東京日本画新鋭選抜展、（第1回大三島美術館買上げ）
全国の百貨店を中心に定期的に絵画作品を発表している。